# Horisme ponderata
Horisme ponderata är en fjärilsart som beskrevs av Louis Beethoven Prout 1938. Horisme ponderata ingår i släktet Horisme och familjen mätare. Inga underarter finns listade i Catalogue of Life.